# Espelho d'Água
Espelho d'Água é uma telenovela portuguesa produzida pela SP Televisão que foi exibida pela SIC de 1 de maio de 2017 a 21 de abril de 2018, substituindo Rainha das Flores e sendo substituída por Vidas Opostas. É a "22.ª novela" do canal.
Escrita por Gonçalo Pereira, tem a colaboração de Ana Casaca, Catarina Bizarro, João Félix, Mafalda Ferreira, Marta Pais Lopes, Miguel Simal e Pedro Cavaleiro como guionistas, a direção de Hugo Xavier, a direção de elenco de Joaquim Horta e a direção de produção de Francisco Barbosa.
Conta com Mariana Pacheco, Vítor Silva Costa, Luísa Cruz, Luciana Abreu, Cristina Homem de Mello, Marcantónio Del Carlo, Lúcia Moniz e Renato Godinho nos papéis principais.

## Sinopse
| Fases | Fases | Episódios | Episódios | Originalmente exibido | Originalmente exibido |
| Fases | Fases | Episódios | Episódios | Estreia da temporada  | Final da temporada    |
| ----- | ----- | --------- | --------- | --------------------- | --------------------- |
|       | 1     | 199       | 199       | 1 de maio de 2017     | 3 de dezembro de 2017 |
|       | 2     | 128       | 128       | 4 de dezembro de 2017 | 21 de abril de 2018   |

Rita é uma mulher que se sente sozinha no Mundo, e que procura a mãe e o irmão, desaparecidos há vinte anos, depois de o seu pai ter sido assassinado em circunstâncias pouco claras. A mãe, Luísa, profundamente perturbada e que sabe quem cometeu o crime, fugiu logo a seguir, levando consigo o filho ainda bebé, Kiko, e nunca mais deu notícias.
Aos 24 anos, Rita sabe finalmente os nomes dos seus pais, através do dossier do centro que a acolheu em criança. Nesse momento decide abandonar a Marinha, onde faz carreira, transforma a busca pela família a missão da sua vida. Nesse mesmo dia apresenta-se na Faina Norte, a empresa que pertencera ao seu pai. É ali que começa a busca. Mas Rita não imagina que está a pôr-se nas mãos das pessoas que assassinaram o seu pai.
Sara e Fernando, hoje, estão casados e à frente da Faina Norte. Quando Rita chega, é ameaçada a harmonia em que viviam. Apaixonados desde adolescentes, foram eles que planearam e executaram o crime, há vinte anos, com o objectivo de ficarem juntos. Mas o plano não correu exactamente como era esperado. O marido de Sara, Nuno, acabou por não morrer, e houve uma vítima colateral que foi Álvaro, o seu sócio. Tudo o que Sara mais preza – os filhos e a empresa – passa a estar em risco. Por isso, está decidida a impedir Rita de chegar à mãe e de saber a verdade acerca da morte do pai. Mas, apesar dos esforços de Sara, Rita revela-se um perigo muito real.
Hoje, a mãe de Rita trabalha numa plantação de chá nos Açores, em São Miguel. Foi ali que Luísa se escondeu, sob falsa identidade, acreditando que nunca mais teria de se confrontar com o pesadelo que deixara para trás. Só que, afinal, encontra-se muito mais próxima do homem que matou o seu marido do que alguma vez imaginara.
Há vinte anos, Fernando estava para se casar com Carmo, filha dos donos da plantação de chá, mas este abandonou-a no altar, para ficar com Sara. O drama de Carmo marcaria para sempre a família Goulart, uma vez que ela se encontrava grávida de Fernando. E depois de muitas discussões sobre o que fazer com aquela criança, acabam por ser os pais de Carmo a assumir a paternidade do neto.
Quando, vinte anos depois, Fernando descobre que tem um filho e vai atrás dele para o conhecer Luísa fica novamente em perigo.
É nesse momento que Luísa começa a ceder e se dispõe a tentar encontrar a filha, e a enfrentar os pesadelos que a torturam há tantos anos e que a levaram a esconder a terrível verdade de Jaime, o homem com quem vive, e do filho Kiko.
Sara quer livrar-se de Rita e tudo faz para que isso aconteça. Rita, que é uma sobrevivente, não se deixa abater e as duas envolvem-se numa guerra cada vez mais dura, que apenas terminará com a destruição de uma delas. Mas esta é uma luta desigual. Rita tem inicialmente apenas a sua força de vontade e um punhado de amigos. Mas um aliado inesperado, Nuno, que regressa secretamente em busca de vingança contra aqueles que tentaram matá-lo, e que depois tudo fizeram para que fosse acusado da morte do sócio e amigo.
Nesta caminhada, há mais alguém que entra na vida de Rita. Para desespero de Sara, António, o filho mais novo dela e de Nuno, apaixona-se por Rita. É um amor arrebatador, que vai ser posto à prova por Sara, que tudo fará para o impedir, embora em vão. A paixão de Rita e de António vai falar sempre mais alto.
Rita, que sempre sonhou ter alguém com quem partilhar a vida, compreende que António é o homem que lhe está destinado, como se os dois tivessem feitos um para o outro. Também António se rende à evidência da paixão. A história deles os dois é de uma ligação inevitável, que começou quando ainda eram crianças e nunca mais terminará.
Também o reencontro de mãe e filha é inevitável, mas as duas têm feridas profundas para tratar. Acabarão por perceber que tudo o que passaram foi um pesadelo e que saírem dele só depende de ambas.

## Elenco

### Elenco principal
| Ator/Atriz              | Personagem      |
| ----------------------- | --------------- |
| Mariana Pacheco         | Rita Faria      |
| Luísa Cruz              | Sara Vidigal    |
| Vítor Silva Costa       | António Vidigal |
| Luciana Abreu           | Filipa Nogueira |
| Cristina Homem de Mello | Luísa Ferreira  |
| Marcantónio Del Carlo   | Fernando Montês |
| Lúcia Moniz             | Carmo Goulart   |
| Renato Godinho          | Tiago Vidigal   |

### Elenco recorrente
| Ator/Atriz         | Personagem                |
| ------------------ | ------------------------- |
| Marina Mota        | Sal Silvier               |
| João Ricardo       | Mário Pereira             |
| Sílvia Filipe      | Irmã Madalena             |
| Alexandre de Sousa | Joaquim Goulart           |
| Inês Curado        | Clara Baptista            |
| Inês Curado        | Raquel Baptista           |
| Amélia Videira     | Matilde Falcão            |
| Liliana Santos     | Patrícia Lima             |
| Susana Cacela      | Sofia Pereira             |
| Pedro Lacerda      | Bruno Gomes               |
| Ana Nave           | Lucinda Gama              |
| Valéria Carvalho   | Renata Pires              |
| José Condessa      | Vítor Gama                |
| António Cordeiro   | Horácio Gama              |
| Diogo Martins      | Pedro Gomes               |
| Diana Sousa Lara   | Cláudia Pereira           |
| Lídia Franco       | Isabel Goulart            |
| Carla Chambel      | Eunice Falcão Gomes       |
| Luís Gaspar        | Jaime Rodrigues           |
| Gonçalo Norton     | Afonso Goulart            |
| António Maria      | Francisco «Kiko» Ferreira |
| Rui Neto           | Rafael Almeida            |
| Ricardo Carriço    | Nuno Vidigal              |
| Carolina Torres    | Inês Reis                 |
| Maria Arrais       | Elsa Pereira              |
| Diogo Nobre        | André Gama                |
| Rui Luís Brás      | José «Zé» Paulo           |

### Elenco adicional
| Ator              | Personagem                     |
| ----------------- | ------------------------------ |
| Diana Chaves      | Teresa                         |
| Filipe Vargas     | Hélder Gonçalves               |
| Pedro Pernas      | Inspetor Romão                 |
| João Mota         | Vasco Henriques                |
| João Cabral       | Álvaro Faria                   |
| Joana Brandão     | Alice                          |
| Augusto Portela   | Agente PJ                      |
| Carlos Oliveira   | Dr. Matias                     |
| Elisabete Piecho  | Advogada                       |
| Elsa Valentim     | Mãe de Raquel                  |
| Jorge Estreia     | Capitão da embarcação de pesca |
| Joaquim Frazão    | Hulk                           |
| Hugo Costa Ramos  | Simão                          |
| Márcia Leal       | Voluntária da Refugee SOS      |
| Margarida Serrano | Rita (Jovem)                   |
| Mauro Hermínio    | Refugiado                      |
| Rita Durão        | Odete (secretária de Sara)     |
| Teresa Faria      | Manuela                        |

## Produção
A novela teve como título provisório "Verdade ou Consequência".
As gravações decorreram nos estúdios da SP Televisão, na Islândia e nos Açores e nas cidades de Aveiro e Ílhavo. Foram gravados 323 episódios de produção, divididos na sua distribuição internacional em duas temporadas: 202 (T1) + 121 (T2).

## Exibição
Espelho d'Água estreou na 2.ª faixa de novelas a 1 de maio de 2017, em substituição de Rainha das Flores. Divida em 2 fases, entrou nos últimos episódios a 26 de março de 2019 e terminou ainda no mesmo ano, a 21 de abril com 327 episódios de exibição, sendo substituída por Vidas Opostas.

### Exibição internacional
Foi exibida no Brasil pela SIC Internacional de 29 de maio de 2017 a 4 de maio de 2018 e em Angola e Moçambique pela Star Mundo.

### Transmissão na OPTO
Com o lançamento da OPTO, a plataforma de streaming da SIC, a 24 de novembro de 2020, a novela foi disponibilizada com os seus 344 episódios de produção.

## Audiências
A novela estreou a 1 de maio de 2017 das 21:38 às 22:25 e alcançou 13,8% de rating e 27,6% de share, com cerca de 1 milhão e 311 mil espectadores em Live+Vosdal, perdendo para a concorrência direta: Ouro Verde representando uma das piores audiência de uma estreia da SIC nos últimos anos. O episódio teve o seu pico às 21:53 com 14,3% de rating e 28,5% de share com 1 milhão e 358 mil espectadores.
Já no seu segundo episódio, liderou o horário contra a novela Ouro Verde da TVI, marcando 13,3% de rating e 27,5% de share e cerca de 1 milhão e 263 mil espectadores.
No dia 16 de outubro de 2017, a SIC exibiu um Episódio Especial de Espelho d'Água em homenagem aos bombeiros e aos incêndios onde alcançou 9,7% de rating e 26,0% de share com cerca de 940 mil espectadores liderando o horário. E levando a principal concorrente A Impostora (TVI) ao seu mínimo de share com 7,0% de rating e 19,5% de share com cerca de 674 mil espectadores.
No dia 21 de novembro de 2017, Espelho d'Água marcou o melhor valor de sempre ao chegar aos valores do milhão de espectadores ao marcar 10,4% de rating e 29,2% de share com cerca de 1 milhão e 60 mil espectadores em média a acompanhar mais um episódio na novela.
A novela terminou no dia 21 de abril de 2018 com o melhor valor de 2018, 10,3% de rating e 27,2% share, com cerca de 996 mil espectadores. O pico foi às 23h39, quando se sintonizaram 1 milhão e 67 mil espectadores com uma audiência média de 11,0% de rating e 30,8% de share. Ao longo do último episódio, Espelho d’Água esteve sempre na liderança.
Espelho d' Água teve como média final, 8,6% de rating e 23,5% de share com cerca de 817 mil espectadores a acompanhar os 327 episódios. Audiência inferior à sua antecessora Rainha das Flores. 
| Média | Média     | Episódios exibidos | Rating | Share | Ref.   |
| ----- | --------- | ------------------ | ------ | ----- | ------ |
| 2017  | Maio      | 27                 | 10,2%  | 24,7% | [ 12 ] |
| 2017  | Junho     | 25                 | 8,6%   | 23,9% | [ 13 ] |
| 2017  | Julho     | 29                 | 8,8%   | 23,7% | [ 14 ] |
| 2017  | Agosto    | 31                 | 8,1%   | 22,8% | [ 14 ] |
| 2017  | Setembro  | 30                 | 8,0%   | 22,9% | [ 15 ] |
| 2017  | Outubro   | 26                 | 8,6%   | 23,9% | ...    |
| 2017  | Novembro  | 28                 | 8,7%   | 24,6% | [ 16 ] |
| 2017  | Dezembro  | 28                 | 8,2%   | 22,4% | ...    |
| 2018  | Janeiro   | 30                 | 8,5%   | 22,6% | ...    |
| 2018  | Fevereiro | 28                 | 8,3%   | 22,9% | ...    |
| 2018  | Março     | 27                 | 8,6%   | 23,8% | [ 17 ] |
| 2018  | Abril     | 18                 | 8,7%   | 24,1% | ...    |
| Total | Total     | 327                | 8,6%   | 23,5% |        |

## Prémios
| Ano  | Prémio                                               | Categoria                                      | Por                           | Resultado |
| ---- | ---------------------------------------------------- | ---------------------------------------------- | ----------------------------- | --------- |
| 2018 | 7º New York Festivals International TV & Film Awards | Telenovela                                     | Espelho d'Água                | Finalista |
| 2018 | 4ª Edição dos Prémios Áquila                         | Melhor Telenovela Atriz Principal em Televisão | Luísa Cruz                    | Venceu    |
| 2018 | 4ª Edição dos Prémios Áquila                         | Melhor Telenovela                              | Espelho d'Água                | Indicado  |
| 2018 | 4ª Edição dos Prémios Áquila                         | Melhor Canção em Televisão                     | "O Meu Lugar” de Amor Electro | Indicado  |
| 2018 | 4ª Edição dos Prémios Áquila                         | Melhor Ator Principal em Televisão             | Renato Godinho                | Indicado  |
| 2018 | 4ª Edição dos Prémios Áquila                         | Melhor Atriz Secundária em Televisão           | Lídia Franco                  | Indicado  |
| 2018 | 39º BANFF WORLD MEDIA FESTIVAL – The Rockie Awards   | Melodrama                                      | Espelho d'Água                | Indicado  |
| 2018 | 13º Seoul Internacional Drama Awards                 | Melhor Atriz                                   | Mariana Pacheco               | Indicado  |